# سیارک ۱۳۳۸۰
سیارک ۱۳۳۸۰ (به انگلیسی: 13380 Yamamohammed، نامگذاری:1998WQ11) سیزده هزار و سیصد و هشتادمین سیارک کشف شده‌است که در ۲۱ نوامبر ۱۹۹۸ کشف شد.
قدر مطلق سیارک برابر ۱۹.۵ است.